# 1974-es labdarúgó-világbajnokság
Az 1974-es labdarúgó-világbajnokság a tizedik világbajnokság volt a labdarúgás történetében, melyet 1974. június 13. és július 7. között rendeztek meg. Az esemény házigazdája az NSZK volt, mely 1966 júliusában kapta meg a rendezés jogát a FIFA-tól. Ezen a tornán adták át először az olasz szobrász, Silvio Gazzaniga által megalkotott FIFA World Cup Trophy-t, ami jelenleg is a világbajnokság trófeája. Az előző trófeát, a Jules Rimet-kupát 1970-ben Brazília harmadszor is megnyerte, így örökre megtarthatta azt. A világbajnokságot végül a rendező ország csapata nyerte, miután a döntőben 2–1-re legyőzte Hollandiát. A világbajnoki-győzelem a második címe volt az NSZK-nak, ezt megelőzően 1954-ben nyerte meg a tornát.

## Rendező
Az NSZK-t a FIFA 1966. július 6-án választotta ki rendezőnek Londonban. Az 1978-as és az 1982-es világbajnokság rendező országairól is ekkor döntöttek. Az NSZK és Spanyolország alkut kötött egymással, miszerint a 74-es torna szavazásánál a spanyolok támogatják az NSZK-t, a 82-es esetében, pedig fordítva.

## Selejtezők

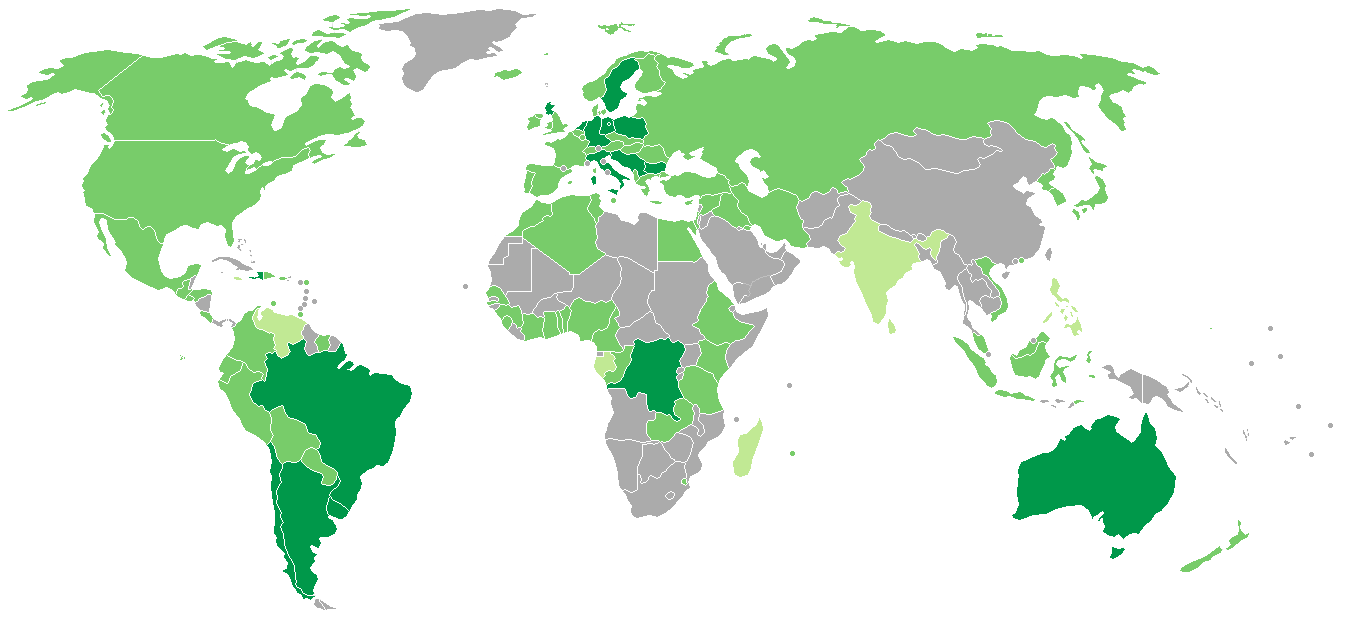
A részt vevő országok sötétzölddel vannak kiemelve.

A FIFA Görögországban, Athénban az 1971-es ülésen vitatta meg, hogy 16 vagy 24 (Európából 12, Dél-Amerikából 6, a többi kontinensről  6 válogatott) csapat vegyen részt a világbajnokság végső küzdelmeiben. Sir Stanley Rous elnökletével úgy határoztak, hogy 16 csapat részvételével, de módosított versenyrendszerben fogják lebonyolítani a tornát. Eddig 32 mérkőzésen dőlt el a világbajnoki cím sorsa, az új rendszerben 38 mérkőzés végeredménye dönt. 24 mérkőzés a csoportküzdelmekben, 12 a két négyes csoportban, 1 a bronzért, 1 az aranyért. Az ülésen úgy határoztak, hogy az eddigi világbajnokságok győztese megkapja a Rimet-kupát. 1974-től a torna győztese csak a világbajnoki kupa másolatát kapja meg.
A tornára rekord nevezés érkezett, 91 ország küldte el jelentkezési lapját. Afrikából 23, Észak- és Közép Amerikából, a Karibi-szigetekről 13, Dél-Amerikából 9, Ázsiából 11, Óceániából 2 és Európából 33 ország. A selejtezők után a világbajnokság döntőjében 16 nemzet válogatottja vett részt. A mérkőzéseken a Német Szövetségi Köztársaság 9 stadionjában vetélkedtek.
A selejtezőkből néhány magasan jegyzett válogatottnak nem sikerült kijutni a tornára. Közéjük tartozik Anglia, amely Lengyelországgal szemben maradt alul a selejtezőcsoportjában. Franciaország, Spanyolország és Magyarország szintén sikertelenül zárta a világbajnoki-selejtezőket. Első alkalommal jutott ki Kelet-Németország, Haiti, Ausztrália és Zaire, amely az első fekete-afrikai ország, melynek sikerült kvalifikálni magát a világbajnokságra.

## Résztvevők
| Afrika (CAF) - Zaire Dél-Amerika (CONMEBOL) - Argentína - Brazília - Chile - Uruguay Észak- és Közép-Amerika (CONCACAF) - Haiti | Európa (UEFA) - Bulgária - Hollandia - Jugoszlávia - Lengyelország - NDK - NSZK - Olaszország - Skócia - Svédország · Ázsia (AFC) és Óceánia (OFC) - Ausztrália |

## Összegzés

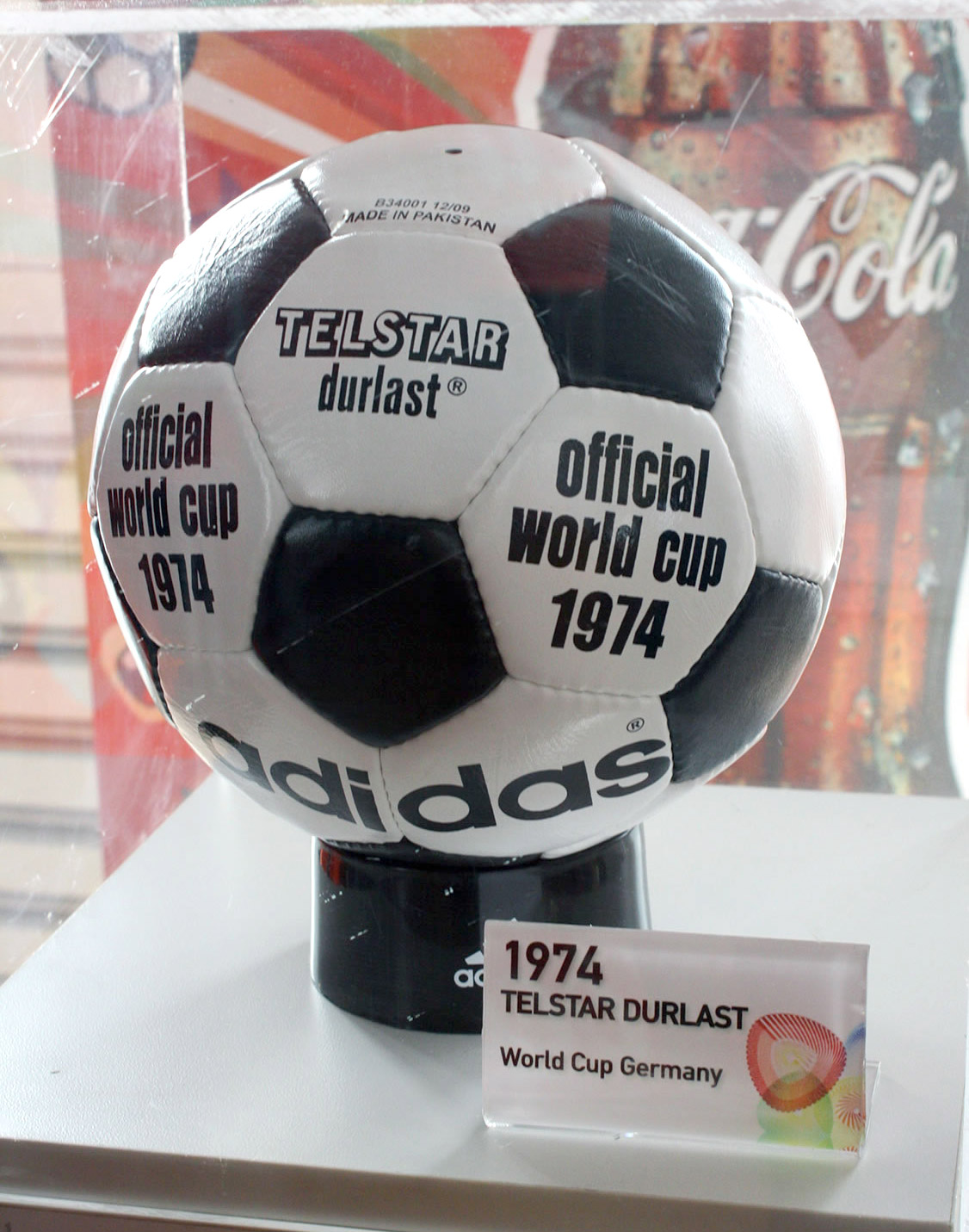
Az Adidas által gyártott Telstar labda volt a torna hivatalos játékszere.

A nyitó mérkőzést a FIFA ezen a tornán vezette be, a négy évvel korábbi világbajnoknak kellett a torna első mérkőzését megvívnia.

### Első csoportkör
A mérkőzések látogatottsága meglehetősen alacsony volt. A torna ezen szakaszát többnyire rossz időjárási körülmények között tartották, és a stadionok csak nagyon kevés fedett résszel rendelkeztek. A kelet-európai államok szurkolói a politikai körülmények és a pénzhiány miatt korlátozottan tudtak csak eljutni egy-egy mérkőzésre.

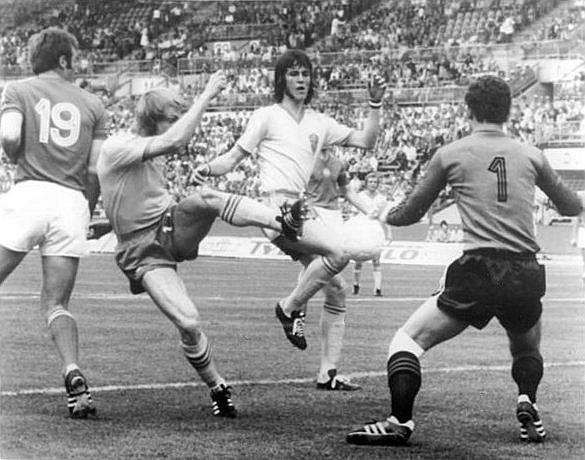
Svédország–Bulgária csoportmérkőzés, a kép közepén Ralf Edström.

A chilei Carlos Caszely volt az első olyan játékos, akit világbajnoki mérkőzésen piros lappal kiállítottak, az eseményre a Nyugat-Németország elleni találkozón került sor. A piros lapot hivatalosan már az 1970-es labdarúgó-világbajnokságon bevezették, de egy játékost sem állítottak ki azon a tornán. A rendezvény lebonyolítási módja módosult az 1970-eséhez képest: 16 csapat részvételével rendezték meg, őket négy négycsapatos csoportba osztották szét. Minden csoportból az első két helyezett csapat továbbjutott a következő fordulóba, ahol szintén szétosztották őket, ezúttal kettő négycsapatos csoportba. A két csoport győztese egymás ellen játszott a döntőben, míg a csoportok második helyezettjei a bronzmérkőzésen találkoztak.
Két csapat is szokatlanul erőteljes benyomást mutatott a csoportkörben. Hollandia bemutatta a totális futball módszerét, melyet a holland topcsapat AFC Ajaxtól vettek át. A hollandok első alkalommal játszottak világbajnoki-döntőt, amit többek között a csoportjuk megnyerésével értek el, miután Uruguayt és Bulgáriát legyőzték, Svédországgal pedig döntetlent játszottak. Hollandia mellé a második helyen Svédország csatlakozott, miután Uruguayt 3:0-ra győzték le.

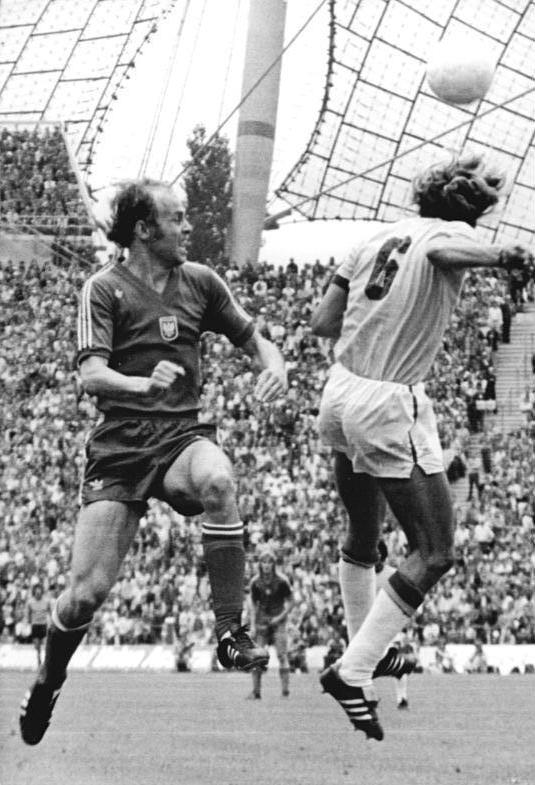
A lengyel Grzegorz Lato lett a torna gólkirálya 7 góllal.

Lengyelország ezalatt a maximálisan elérhető pontszámot szerezte meg a csoportjában, melyben két, a torna esélyesének számító csapat is szerepelt. Legyőzték Argentínát 3:2-re, Haitit 7:0 arányban verték el, majd Olaszországot 2:1-re – ez az eredmény azt jelentette, hogy Olaszország kiesett a kupából, és Argentína jutott tovább a második csoportkörbe jobb gólkülönbségének köszönhetően. Noha Haiti nem különösen szerepelt jól az első világbajnokságán (mindhárom mérkőzését elveszítette), volt egy emlékezetes pillanatuk. Az Olaszország elleni nyitómérkőzésükön megszerezték a vezetést Emmanuel Sanon révén, mielőtt végül 3:1-es vereséget szenvedtek (Olaszország ezt megelőzően 19 mérkőzésen át nem kapott gólt).
A 2. csoport különösen kiegyensúlyozottnak bizonyult. A csoportban az döntött, hogy mennyi gólt tudott szerezni Brazília, Jugoszlávia és Skócia a legyőzött Zaire ellen. A csoportban játszott összes többi mérkőzés döntetlennel ért véget. Így az első három helyezett csapatnak egyaránt négy pontja volt. Jugoszlávia 9:0-ra ütötte ki Zairét. Brazília 3:0-ra győzte le őket. Skócia csupán 2 góllal bizonyult jobbnak náluk, így rosszabb gólkülönbsége miatt kiesett a csoportjából. Miután sikerült a nagyon erős Brazíliával egy gól nélküli döntetlent játszani, és veretlenek maradtak a csoportban, a skótok a kiesés miatt nagyon balszerencsésnek érezték magukat. Az 1. csoportban szerepelt Kelet- és Nyugat-Németország is, mellettük Chile és Ausztrália alkotta a kvartettet. Azonban a nagy ütközet a két német csapat mérkőzése volt. Politikai szempontból ez minden idők egyik legjobban vádolt mérkőzése, mivel az esélytelenebb Kelet nyert Jürgen Sparwasser későn szerzett góljának köszönhetően. Ennek a körülménynek az ellenére mindketten biztosan továbbjutottak a második csoportkörbe, a kínos eredmény előidézte Nyugat-Németország második helyét a csoportban, ami segített a torna megnyerésében.

### Második csoportkör

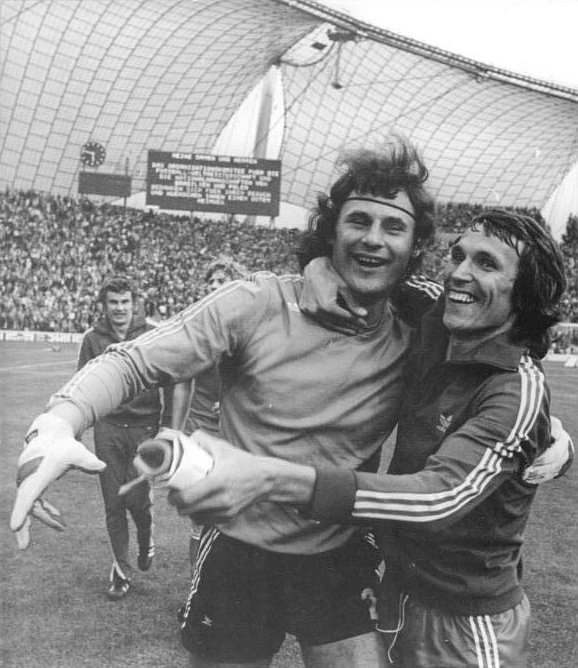
Lengyel ünneplés, miután megszerezték a bronzérmet.

A második csoportkörös rendszer mérkőzései valójában az elődöntőknek feleltek meg. Az A csoportban Hollandia és Brazília úgy mérkőzött meg úgy, hogy az előtte lévő két mérkőzésükön a maximális pontszámot szerezték meg. A B csoportban ez ugyanígy igaz volt Nyugat-Németországra és Lengyelországra is – ezért ennek a két mérkőzésnek a győztesei játszhatták egymással a döntőt.
Az A csoportban Johan Cruijff két gólja segítette hozzá a hollandokat Argentína 4:0-s legyőzéséhez. Ugyanabban az időpontban Brazília 1:0-ra verte meg Kelet-Németországot. Hollandia 2:0-ra diadalmaskodott Kelet-Németország felett, míg a dél-amerikai találkozón Brazília 2:1-re győzte le Argentínát. Argentína és Kelet-Németország 1:1-es döntetlent játszott, így kiestek, miközben Hollandia és Brazília között egy döntő jelentőségű mérkőzésen a „totális futball” ismét diadalmaskodott.  Neeskens és Cruijff második félidőben szerzett góljai Hollandiát a döntőbe juttatták.
Ezalatt a B csoportban Nyugat-Németország és Lengyelország egyaránt legyőzte Jugoszláviát és Svédországot. A németek és a lengyelek közötti mindent eldöntő mérkőzés a 76. percig gólnélküli volt, amikor Gerd Müller gólja a házigazdát a döntőbe juttatta 1–0-val. A lengyelek a harmadik helyet szerezték meg, miután 1–0-ra legyőzték Brazíliát.

### Döntő

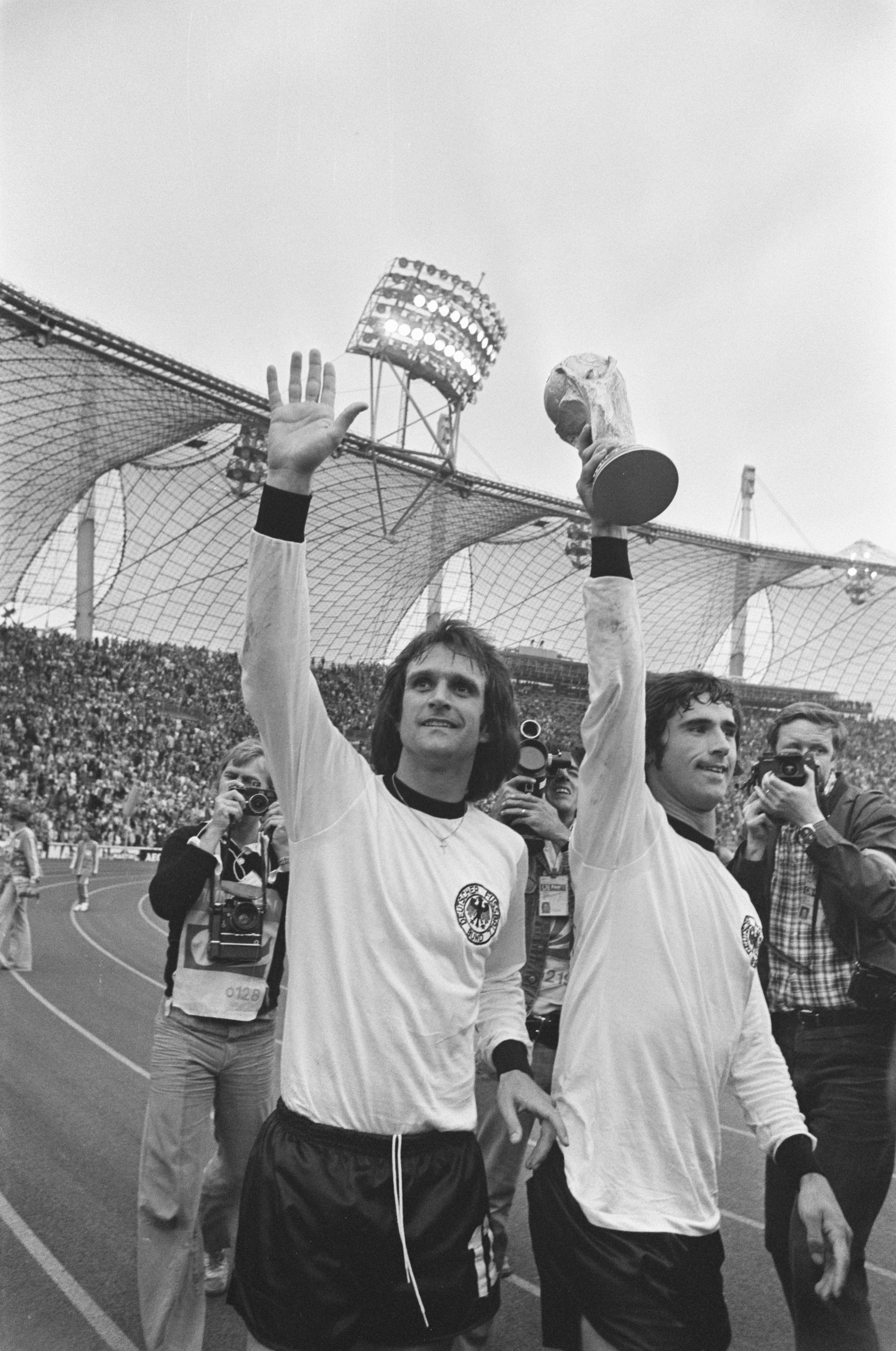
Wolfgang Overath és Gerd Müller öröme.

Nyugat-Németországot Franz Beckenbauer vezette, míg a hollandok sztárja Johan Cruijff volt, valamint a totális futball rendszere, ami elkápráztatta az eseményt. Mindössze egy perc telt el, amikor Cruijff szólóját követően Uli Hoeneß a német büntetőterület közelében szabálytalankodott a hollanddal szemben, a megítélt tizenegyest Neeskens értékesítette, így Hollandia megszerezte a vezetést. Ez a büntető volt az első olyan alkalom, hogy tizenegyest ítéltek a világbajnokság döntőjében. Nyugat-Németország igyekezett talpra állni, a 26. percben Bernd Hölzenbein elesett a holland büntetőterületen belül, ami előidézte azt, hogy a brit játékvezető újabb vitatható büntetőt ítélt meg. Paul Breitner önként vállalta a tizenegyesrúgást, amiből gólt szerzett. A továbbiakban Nyugat-Németország erős nyomást gyakorolt, aminek a 43. percben meglett az eredménye: Gerd Müller a rá jellemző stílusával lőtt a hálóba, amivel megfordította az eredményt. Müllernek ez pályafutása utolsó gólja volt a válogatottban. A második félidőben Müller ismét szerzett egy gólt, amit les miatt érvénytelenítettek. A 85. percben Hölzenbein újra szabálytalankodott a büntetőterületen belül, de ez alkalommal nem ítéltek tizenegyest. Végül Nyugat-Németország az 1972-es Európa-bajnokság után az 1974-es világbajnokságot is megnyerte. Ez volt az első és a spanyolok 2010-es győzelméig az egyetlen eset, amikor az Európa-bajnok megnyerte a világbajnokságot is (Franciaország szintén birtokolta mindkét trófeát egy időben, de ők előbb az 1998-as vb-t, majd azt követően a 2000-es Eb-t nyerték meg).
A lengyel Grzegorz Lato lett a torna gólkirálya hét találattal. Gerd Müller pályafutása két világbajnokságán összesen 14 gólt szerzett, amivel megdöntötte Just Fontaine 13 gólos rekordját, amit egyetlen vb-n szerzett. Müller rekordját csak 2006-ban múlták felül, ekkor Ronaldo harmadik világbajnokságán elérte összességében a 15 gólt.

## Kabala
A világbajnokság hivatalos kabalái Tip és Tap voltak, a két fiú, akik hasonló nyugatnémetes felszerelést viseltek WM (Weltmeisterschaft, világbajnokság) és 74 felirattal.

## Helyszínek
| München          | Nyugat-Berlin        | Hamburg          | München Nyugat-Berlin Stuttgart Gelsenkirchen Düsseldorf Frankfurt Hamburg Hannover Dortmund |
| Olimpiai Stadion | Olimpiai Stadion     | Volksparkstadion | München Nyugat-Berlin Stuttgart Gelsenkirchen Düsseldorf Frankfurt Hamburg Hannover Dortmund |
| Férőhely: 69,250 | Férőhely: 74,228     | Férőhely: 57,274 | München Nyugat-Berlin Stuttgart Gelsenkirchen Düsseldorf Frankfurt Hamburg Hannover Dortmund |
|                  |                      |                  | München Nyugat-Berlin Stuttgart Gelsenkirchen Düsseldorf Frankfurt Hamburg Hannover Dortmund |
| Dortmund         | Düsseldorf           | Gelsenkirchen    | München Nyugat-Berlin Stuttgart Gelsenkirchen Düsseldorf Frankfurt Hamburg Hannover Dortmund |
| Westfalenstadion | Rheinstadion         | Parkstadion      | München Nyugat-Berlin Stuttgart Gelsenkirchen Düsseldorf Frankfurt Hamburg Hannover Dortmund |
| Férőhely: 67,000 | Férőhely: 55,900     | Férőhely: 45,067 | München Nyugat-Berlin Stuttgart Gelsenkirchen Düsseldorf Frankfurt Hamburg Hannover Dortmund |
|                  |                      |                  | München Nyugat-Berlin Stuttgart Gelsenkirchen Düsseldorf Frankfurt Hamburg Hannover Dortmund |
| Frankfurt        | Hannover             | Stuttgart        | München Nyugat-Berlin Stuttgart Gelsenkirchen Düsseldorf Frankfurt Hamburg Hannover Dortmund |
| Waldstadion      | Niedersachsenstadion | Neckarstadion    | München Nyugat-Berlin Stuttgart Gelsenkirchen Düsseldorf Frankfurt Hamburg Hannover Dortmund |
| Férőhely: 52,300 | Férőhely: 49,000     | Férőhely: 58,000 | München Nyugat-Berlin Stuttgart Gelsenkirchen Düsseldorf Frankfurt Hamburg Hannover Dortmund |
|                  |                      |                  | München Nyugat-Berlin Stuttgart Gelsenkirchen Düsseldorf Frankfurt Hamburg Hannover Dortmund |

## Játékvezetés

### Előzmények
A kiválasztandó játékvezetők megfigyelése két éven keresztül szigorú és folyamatos volt, aminek eredményeként a jelöltek száma mindig csökkent, míg végül a legjobbnak tartott 34 játékvezetőt hívta meg a FIFA Játékvezető Bizottsága (30 játékvezetőt és 4 [+1] partbírót). Európából 17, Ázsiából 2, Afrikából 2, Közép-Amerikából 1, Észak-Amerikából 1, Dél-Amerikából 6, Ausztráliából 1 fő képviselte a játékvezetőket. A FIFA összes államszövetségének tagjai közül 28 nemzet játékvezetői működtek közre. Németországból 4 fő "csak" partbírót is meghívtak. 9 tartalék játékvezető állt készenlétbe, hogy ha a kiemelt játékvezetők közül valaki megsérül, akkor azonnal pótolható legyen. A kiválasztottak a 33 és 49 évek közötti életkorral rendelkeztek.
A világbajnoki torna előtt az 1970-es labdarúgó-világbajnokságon, Mexikóban, eredményesen bevált szakmai továbbképzéseket tartottak – előadások, filmvetítések elemzése – a játékvezetőknek, sportvezetőknek a sportszerűségről, a játékszabályok alkalmazásáról. A mérkőzések kifogástalan levezetéséhez jó egészségre, valamint jó fizikai teljesítőképességre és megfelelő lelkiállapotra van szükség, ezért a játékvezetők elméleti- és fizikai – Cooper – tesztet végeztek, ellenőrizve felkészültségüket. Meghatározták, hogy a kiválasztott és szakmai tevékenységét folyamatosan ellenőrzött játékvezetők nem vezethetnek mérkőzést a döntőbe jutott csapatoknak.
Minden világbajnokság előtt tartja a FIFA a beszámoló- és tisztújító kongresszusát. 1974-ben Münchenben Sir Stanley Rous – aki 1961 és 1974 között tevékenykedett és a választások idején 79 éves volt – helyett új FIFA elnököt jelöltek João Havelange személyében, aki a Brazil labdarúgósport vezetője.

### Helyszíni események
A világbajnokság előtt egy héttel a 34 játékvezetőt az ultramodern ESO Hotelben szállásolták el, amely Frankfurt szélén, egy erdő kellős közepén fekszik, közel a repülőtérhez. A megérkezés után minden részletre kiterjedő orvosi felülvizsgálat mellett, az atletikus állapotukat is ellenőrizték. A játékvezetőket a torna előtt a már "megszokott" intenzív felkészítésnek vetették alá.  A pontól-pontra történő szabályvizsgálat és magyarázat volt a játékvezetők mindennapi képzési "étlapja". a helyes eljárást ismételgetve erősítették az egységesítés tényszerűségét. A torna megkezdése után, a játékvezetőknek a szállodában naponta hasonló értékelést tartottak és TV-felvételeket elemezték.
A "főhadiszállásból" repülővel indultak és érkeztek vissza a játékvezetők.

### Játékvezetők értékelése
A játékvezetők többsége a játékvezetés mellett partbírói feladatokat is ellátott. A sok sárga lapos figyelmeztetés és a négy kiállítás ellenére a labdarúgás jó propagandája volt a torna, a csapatok helyes alkalmazkodása, a játékvezetők egyöntetű, értelemszerű szabályalkalmazása biztosítani tudta a játék igazi karakterét és az ellenfél megbecsülését. A játéktéren a szabályok gyakorlati alkalmazásában alig érezhető különbségekkel, minden egyes játékvezető, ha egyedi módon is bizonyította egyéniségét, de mindenkor törődött azzal, hogy a játék az elsődleges. A torna igazolta, hogy a játékvezetők megfeleltek a számukra megelőlegezett bizalomnak, messze jobb volt a teljesítményük, mint a legutolsó két világbajnokságon, Mexikóban és Angliában.
A játékvezetők 38 mérkőzésen szolgálták a játékot, míg partbíróként 76 alkalommal adtak segítséget. Egy játékvezető, John Keith Taylor (angol) három mérkőzést vezetett, közte a döntő találkozót. Hat bíró két-két találkozót vezetett, 23-an egy mérkőzésen bizonyíthatták képességeiket. A FIFA elvárásának megfelelően, ha a játékvezető nem vezetett találkozót, akkor valamelyik működő társának segített partbíróként. Minden delegált játékvezető működött partbíróként. A legtöbbször, 4 alkalommal Alfonso Gonzales Archundia (Mexikó), kilencen 3 alkalommal, 16-an kétszer, négyen egy-egy alkalommal. Négyen az NSZK-ból csak partbíróként tevékenykedtek, ők 2-2 mérkőzésen voltak partbírók. Akadt egy „kakukkfióka”, Abd el-Halím Mohammed Szudánból, aki egy mérkőzésen volt partbíró.
Tovább kellett szigorítani a szabadrúgások szabályszerű végzést akadályozók büntetését, adott esetekben az előnyszabály alkalmazását. A játékosok által elkövetett mindennemű sportszerűtlenséggel szemben a legerélyesebben kell fellépni. Elő kell segíteni a cserék lebonyolításának rendjét (számtáblák). A játékvezetők és a partbírók együttműködését tovább kell finomítani, elősegítve, hogy kialakulhassanak az önálló szakmai ágak – a játékvezetés és a partbíráskodás.

## Tettlegesség
A Jugoszlávia–Zaire (9:0) találkozón történt az első eset, hogy a mérkőzést vezető játékvezetőt megrúgták. Az általa lesnek látott negyedik gólnál (a TV felvétele és a sajtóban helyet foglaló  sporttudósítók szerint is leshelyzet történt) felháborodásában az egyik zairei játékos szokatlan módon fejezte ki véleményét, egyszerűen megrúgta a gólt megítélő játékvezetőt. A játékvezető – valószínűleg erőteljesen feldúlt állapotban – azonnal elővette a piros lapot, amit azonnal odatartott az egyik fekete játékos arca elé, aki szó nélkül engedelmeskedett és lement a játéktérről. Csak a mérkőzés után derült ki – a partbírók még nem adhattak segítséget az ilyen tévedések elkerüléséhez –, hogy nem ő követte el a súlyos sportszerűtlenséget.

### Játékvezetők
| Afrika - Mahmoud Kamel - Youssou N’Diaye Ázsia - Dzsafar Námdár - Govindasamy Suppiah Európa - Aurelio Angonese - Doğan Babacan - Robert Davidson - Rudolf Glöckner - Pavel Nyikolajevics Kazakov - Erich Linemayr - Vital Loraux - Palotai Károly - Nicolae Rainea - Pablo Sánchez Ibáñez - Rudolf Scheurer - Gerhard Schulenburg - John Keith Taylor - Clive Thomas - Kurt Tschenscher - Arie van Gemert - Joachim Weyland | Észak- és Közép-Amerika - Alfonso Gonzales Archundia - Werner Winsemann Óceánia - Tony Bosković Dél-Amerika - Ramón Barreto - Omar Delgado - Vicente Llobregat - Armando Marques - Luis Pestarino - Edison Peréz Nuñez Partbírók - Heinz Aldinger - Ferdinand Biwersi - Walter Eschweiler - Klaus Ohmsen - Abd el-Halím Mohammed |

A FIFA szervező bizottsága megszavazta, hogy négy válogatott, négy különböző csoportba kerül. A következő válogatottak kerültek a csoportokba elsőként:
- Brazília (címvédő)
- Olaszország
- Uruguay
- NSZK (Rendező)

A többi csapatot többnyire földrajzi elhelyezkedés alapján rendezték a kalapokba.
| 1. kalap: Nyugat-Európa                             | 2. kalap: Kelet-Európa                         | 3. kalap: Dél-Amerika                              | 4. kalap: Maradék világ                   |
| --------------------------------------------------- | ---------------------------------------------- | -------------------------------------------------- | ----------------------------------------- |
| - NSZK (rendező) - Olaszország - Hollandia - Skócia | - Bulgária - NDK - Lengyelország - Jugoszlávia | - Brazília (címvédő) - Argentína - Chile - Uruguay | - Ausztrália - Haiti - Svédország - Zaire |

## Keretek
A tornán szerepelt összes keret listájához lásd az 1974-es labdarúgó-világbajnokság (keretek)-et.

## Eredmények
Minden időpont helyi idő szerinti (CET/UTC+1)

### Első csoportkör

#### 1. csoport
| Csapat     | M | Gy | D | V | Rg | Kg | Gk | P |
| ---------- | - | -- | - | - | -- | -- | -- | - |
| NDK        | 3 | 2  | 1 | 0 | 4  | 1  | +3 | 5 |
| NSZK       | 3 | 2  | 0 | 1 | 4  | 1  | +3 | 4 |
| Chile      | 3 | 0  | 2 | 1 | 1  | 2  | –1 | 2 |
| Ausztrália | 3 | 0  | 1 | 2 | 0  | 5  | –5 | 1 |

| 1974. június 14. 16:00 | NSZK         | 1 – 0                 | Chile            | Olimpiai Stadion, Nyugat-Berlin Nézőszám: 83 168 Játékvezető: Babacan (török) |
| 1974. június 14. 16:00 | Breitner 18' | (1 – 0) (Jegyzőkönyv) | Caszely 13′, 67′ | Olimpiai Stadion, Nyugat-Berlin Nézőszám: 83 168 Játékvezető: Babacan (török) |

| 1974. június 14. 19:30 | NDK                            | 2 – 0                 | Ausztrália | Volksparkstadion, Hamburg Nézőszám: 10 000 Játékvezető: Youssou N’Diaye (szenegáli) |
| 1974. június 14. 19:30 | Curran 58' (öngól) Streich 72' | (0 – 0) (Jegyzőkönyv) |            | Volksparkstadion, Hamburg Nézőszám: 10 000 Játékvezető: Youssou N’Diaye (szenegáli) |

| 1974. június 18. 16:00 | Ausztrália | 0 – 3                 | NSZK                                | Volksparkstadion, Hamburg Nézőszám: 35 000 Játékvezető: Kamel (egyiptomi) |
| 1974. június 18. 16:00 |            | (0 – 2) (Jegyzőkönyv) | Overath 12' Cullmann 34' Müller 53' | Volksparkstadion, Hamburg Nézőszám: 35 000 Játékvezető: Kamel (egyiptomi) |

| 1974. június 18. 19:30 | Chile       | 1 – 1                 | NDK          | Olimpiai Stadion, Nyugat-Berlin Nézőszám: 20 000 Játékvezető: Angonese (olasz) |
| 1974. június 18. 19:30 | Ahumada 69' | (0 – 0) (Jegyzőkönyv) | Hoffmann 55' | Olimpiai Stadion, Nyugat-Berlin Nézőszám: 20 000 Játékvezető: Angonese (olasz) |

| 1974. június 22. 16:00 | Ausztrália        | 0 – 0         | Chile | Olimpiai Stadion, Nyugat-Berlin Nézőszám: 14 681 Játékvezető: Námdár (iráni) |
| 1974. június 22. 16:00 | Richards 37′, 83′ | (Jegyzőkönyv) |       | Olimpiai Stadion, Nyugat-Berlin Nézőszám: 14 681 Játékvezető: Námdár (iráni) |

| 1974. június 22. 19:30 | NDK            | 1 – 0                 | NSZK | Volksparkstadion, Hamburg Nézőszám: 60 350 Játékvezető: Barreto (uruguayi) |
| 1974. június 22. 19:30 | Sparwasser 77' | (0 – 0) (Jegyzőkönyv) |      | Volksparkstadion, Hamburg Nézőszám: 60 350 Játékvezető: Barreto (uruguayi) |

#### 2. csoport
| Csapat      | M | Gy | D | V | Rg | Kg | Gk  | P |
| ----------- | - | -- | - | - | -- | -- | --- | - |
| Jugoszlávia | 3 | 1  | 2 | 0 | 10 | 1  | +9  | 4 |
| Brazília    | 3 | 1  | 2 | 0 | 3  | 0  | +3  | 4 |
| Skócia      | 3 | 1  | 2 | 0 | 3  | 1  | +2  | 4 |
| Zaire       | 3 | 0  | 0 | 3 | 0  | 14 | –14 | 0 |

| 1974. június 13. 17:00 | Brazília      | 0 – 0 | Jugoszlávia | Waldstadion, Frankfurt Nézőszám: 62 000 Játékvezető: Scheurer (svájci) |
| 1974. június 13. 17:00 | (Jegyzőkönyv) |       |             | Waldstadion, Frankfurt Nézőszám: 62 000 Játékvezető: Scheurer (svájci) |

| 1974. június 14. 19:30 | Zaire | 0 – 2                 | Skócia                 | Westfalenstadion, Dortmund Nézőszám: 25 000 Játékvezető: Schulenburg (nyugatnémet) |
| 1974. június 14. 19:30 |       | (0 – 2) (Jegyzőkönyv) | Lorimer 26' Jordan 34' | Westfalenstadion, Dortmund Nézőszám: 25 000 Játékvezető: Schulenburg (nyugatnémet) |

| 1974. június 18. 19:30 | Jugoszlávia                                                                                  | 9 – 0                 | Zaire     | Parkstadion, Gelsenkirchen Nézőszám: 20 000 Játékvezető: Delgado (kolumbiai) |
| 1974. június 18. 19:30 | Bajević 8' 30' 81' Džajić 14' Šurjak 18' Katalinski 22' Bogićević 35' Oblak 61' Petković 65' | (6 – 0) (Jegyzőkönyv) | Ndaye 22′ | Parkstadion, Gelsenkirchen Nézőszám: 20 000 Játékvezető: Delgado (kolumbiai) |

| 1974. június 18. 19:30 | Skócia        | 0 – 0 | Brazília | Waldstadion, Frankfurt Nézőszám: 50 000 Játékvezető: van Gemert (holland) |
| 1974. június 18. 19:30 | (Jegyzőkönyv) |       |          | Waldstadion, Frankfurt Nézőszám: 50 000 Játékvezető: van Gemert (holland) |

| 1974. június 22. 16:00 | Skócia     | 1 – 1                 | Jugoszlávia | Waldstadion, Frankfurt Nézőszám: 60 000 Játékvezető: Gonzales Archundia (mexikói) |
| 1974. június 22. 16:00 | Jordan 88' | (0 – 0) (Jegyzőkönyv) | Karasi 81'  | Waldstadion, Frankfurt Nézőszám: 60 000 Játékvezető: Gonzales Archundia (mexikói) |

| 1974. június 22. 16:00 | Zaire | 0 – 3                 | Brazília                                  | Parkstadion, Gelsenkirchen Nézőszám: 35 000 Játékvezető: Rainea (román) |
| 1974. június 22. 16:00 |       | (0 – 1) (Jegyzőkönyv) | Jairzinho 12' Rivellino 66' Valdomiro 79' | Parkstadion, Gelsenkirchen Nézőszám: 35 000 Játékvezető: Rainea (román) |

- Brazília a jobb gólkülönbsége miatt előzte meg Skóciát.

#### 3. csoport
| Csapat     | M | Gy | D | V | Rg | Kg | Gk | P |
| ---------- | - | -- | - | - | -- | -- | -- | - |
| Hollandia  | 3 | 2  | 1 | 0 | 6  | 1  | +5 | 5 |
| Svédország | 3 | 1  | 2 | 0 | 3  | 0  | +3 | 4 |
| Bulgária   | 3 | 0  | 2 | 1 | 2  | 5  | –3 | 2 |
| Uruguay    | 3 | 0  | 1 | 2 | 1  | 6  | –5 | 1 |

| 1974. június 15. 16:00 | Uruguay              | 0 – 2                 | Hollandia   | Niedersachsenstadion, Hannover Nézőszám: 53 700 Játékvezető: Palotai (magyar) |
| 1974. június 15. 16:00 | Montero Castillo 69′ | (0 – 1) (Jegyzőkönyv) | Rep 16' 86' | Niedersachsenstadion, Hannover Nézőszám: 53 700 Játékvezető: Palotai (magyar) |

| 1974. június 15. 16:00 | Svédország    | 0 – 0 | Bulgária | Rheinstadion, Düsseldorf Nézőszám: 22 500 Játékvezető: Nuñez (perui) |
| 1974. június 15. 16:00 | (Jegyzőkönyv) |       |          | Rheinstadion, Düsseldorf Nézőszám: 22 500 Játékvezető: Nuñez (perui) |

| 1974. június 19. 19:30 | Uruguay    | 1 – 1                 | Bulgária  | Niedersachsenstadion, Hannover Nézőszám: 12 000 Játékvezető: Taylor (angol) |
| 1974. június 19. 19:30 | Pavoni 87' | (0 – 0) (Jegyzőkönyv) | Bonev 75' | Niedersachsenstadion, Hannover Nézőszám: 12 000 Játékvezető: Taylor (angol) |

| 1974. június 19. 19:30 | Hollandia     | 0 – 0 | Svédország | Westfalenstadion, Dortmund Nézőszám: 53 700 Játékvezető: Winsemann (kanadai) |
| 1974. június 19. 19:30 | (Jegyzőkönyv) |       |            | Westfalenstadion, Dortmund Nézőszám: 53 700 Játékvezető: Winsemann (kanadai) |

| 1974. június 23. 16:00 | Hollandia                                                 | 4 – 1                 | Bulgária         | Westfalenstadion, Dortmund Nézőszám: 52 100 Játékvezető: Bosković (ausztrál) |
| 1974. június 23. 16:00 | Neeskens 5' (11-esből) 44' (11-esből) Rep 71' de Jong 88' | (2 – 0) (Jegyzőkönyv) | Krol 78' (öngól) | Westfalenstadion, Dortmund Nézőszám: 52 100 Játékvezető: Bosković (ausztrál) |

| 1974. június 23. 16:00 | Svédország                     | 3 – 0                 | Uruguay | Rheinstadion, Düsseldorf Nézőszám: 27 100 Játékvezető: Linemayr (osztrák) |
| 1974. június 23. 16:00 | Edström 45+1' 77' Sandberg 74' | (0 – 0) (Jegyzőkönyv) |         | Rheinstadion, Düsseldorf Nézőszám: 27 100 Játékvezető: Linemayr (osztrák) |

#### 4. csoport
| Csapat        | M | Gy | D | V | Rg | Kg | Gk  | P |
| ------------- | - | -- | - | - | -- | -- | --- | - |
| Lengyelország | 3 | 3  | 0 | 0 | 12 | 3  | +9  | 6 |
| Argentína     | 3 | 1  | 1 | 1 | 7  | 5  | +2  | 3 |
| Olaszország   | 3 | 1  | 1 | 1 | 5  | 4  | +1  | 3 |
| Haiti         | 3 | 0  | 0 | 3 | 2  | 14 | –12 | 0 |

| 1974. június 15. 18:00 | Olaszország                         | 3 – 1                 | Haiti       | Olimpiai Stadion, München Nézőszám: 51 100 Játékvezető: Llobregat (venezuelai) |
| 1974. június 15. 18:00 | Rivera 52' Benetti 64' Anastasi 78' | (0 – 0) (Jegyzőkönyv) | Sanon 45+1' | Olimpiai Stadion, München Nézőszám: 51 100 Játékvezető: Llobregat (venezuelai) |

| 1974. június 15. 18:00 | Lengyelország           | 3 – 2                 | Argentína                 | Neckarstadion, Stuttgart Nézőszám: 31 500 Játékvezető: Thomas (walesi) |
| 1974. június 15. 18:00 | Lato 7' 62' Szarmach 8' | (2 – 0) (Jegyzőkönyv) | Heredia 60' Babington 66' | Neckarstadion, Stuttgart Nézőszám: 31 500 Játékvezető: Thomas (walesi) |

| 1974. június 19. 19:30 | Argentína    | 1 – 1                 | Olaszország         | Neckarstadion, Stuttgart Nézőszám: 68 900 Játékvezető: Glöckner (keletnémet) |
| 1974. június 19. 19:30 | Houseman 20' | (1 – 1) (Jegyzőkönyv) | Perfumo 35' (öngól) | Neckarstadion, Stuttgart Nézőszám: 68 900 Játékvezető: Glöckner (keletnémet) |

| 1974. június 19. 19:30 | Haiti | 0 – 7                 | Lengyelország                                          | Olimpiai Stadion, München Nézőszám: 23 400 Játékvezető: Suppiah (szingapúri) |
| 1974. június 19. 19:30 |       | (0 – 5) (Jegyzőkönyv) | Lato 17' 87' Deyna 18' Szarmach 30' 34' 50' Gorgoń 31' | Olimpiai Stadion, München Nézőszám: 23 400 Játékvezető: Suppiah (szingapúri) |

| 1974. június 23. 16:00 | Argentína                              | 4 – 1                 | Haiti     | Olimpiai Stadion, München Nézőszám: 24 000 Játékvezető: Ibáñez (spanyol) |
| 1974. június 23. 16:00 | Yazalde 15' 68' Houseman 18' Ayala 55' | (2 – 0) (Jegyzőkönyv) | Sanon 63' | Olimpiai Stadion, München Nézőszám: 24 000 Játékvezető: Ibáñez (spanyol) |

| 1974. június 23. 16:00 | Lengyelország          | 2 – 1                 | Olaszország | Neckarstadion, Stuttgart Nézőszám: 68 900 Játékvezető: Weyland (nyugatnémet) |
| 1974. június 23. 16:00 | Szarmach 38' Deyna 44' | (2 – 0) (Jegyzőkönyv) | Capello 85' | Neckarstadion, Stuttgart Nézőszám: 68 900 Játékvezető: Weyland (nyugatnémet) |

- Argentína a jobb gólkülönbsége miatt előzte meg Olaszországot.

### Második csoportkör

#### A csoport

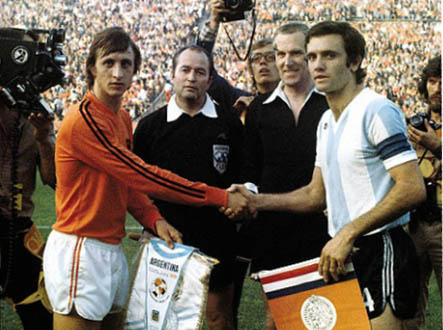
Johan Cruijff és Roberto Perfumo a Hollandia –Argentína mérkőzés előtt.

| Csapat    | M | Gy | D | V | Rg | Kg | Gk | P |
| --------- | - | -- | - | - | -- | -- | -- | - |
| Hollandia | 3 | 3  | 0 | 0 | 8  | 0  | +8 | 6 |
| Brazília  | 3 | 2  | 0 | 1 | 3  | 3  | 0  | 4 |
| NDK       | 3 | 0  | 1 | 2 | 1  | 4  | –3 | 1 |
| Argentína | 3 | 0  | 1 | 2 | 2  | 7  | –5 | 1 |

| 1974. június 26. 19:30 | Hollandia                        | 4 – 0                 | Argentína | Parkstadion, Gelsenkirchen Nézőszám: 55 348 Játékvezető: Davidson (skót) |
| 1974. június 26. 19:30 | Cruijff 11' 90' Krol 25' Rep 73' | (2 – 0) (Jegyzőkönyv) |           | Parkstadion, Gelsenkirchen Nézőszám: 55 348 Játékvezető: Davidson (skót) |

| 1974. június 26. 19:30 | Brazília      | 1 – 0                 | NDK | Niedersachsenstadion, Hannover Nézőszám: 58 463 Játékvezető: Thomas (walesi) |
| 1974. június 26. 19:30 | Rivellino 60' | (0 – 0) (Jegyzőkönyv) |     | Niedersachsenstadion, Hannover Nézőszám: 58 463 Játékvezető: Thomas (walesi) |

| 1974. június 30. 16:00 | Argentína    | 1 – 2                 | Brazília                   | Niedersachsenstadion, Hannover Nézőszám: 38 000 Játékvezető: Loraux (belga) |
| 1974. június 30. 16:00 | Brindisi 35' | (1 – 1) (Jegyzőkönyv) | Rivelino 32' Jairzinho 49' | Niedersachsenstadion, Hannover Nézőszám: 38 000 Játékvezető: Loraux (belga) |

| 1974. június 30. 16:00 | NDK | 0 – 2                 | Hollandia                   | Parkstadion, Gelsenkirchen Nézőszám: 67 148 Játékvezető: Scheurer (svájci) |
| 1974. június 30. 16:00 |     | (0 – 1) (Jegyzőkönyv) | Neeskens 7' Rensenbrink 59' | Parkstadion, Gelsenkirchen Nézőszám: 67 148 Játékvezető: Scheurer (svájci) |

| 1974. július 3. 19:30 | Argentína    | 1 – 1                 | NDK         | Parkstadion, Gelsenkirchen Nézőszám: 53 054 Játékvezető: Taylor (angol) |
| 1974. július 3. 19:30 | Houseman 20' | (1 – 1) (Jegyzőkönyv) | Streich 14' | Parkstadion, Gelsenkirchen Nézőszám: 53 054 Játékvezető: Taylor (angol) |

| 1974. július 3. 19:30 | Hollandia                | 2 – 0                 | Brazília         | Westfalenstadion, Dortmund Nézőszám: 52 500 Játékvezető: Tschenscher (nyugatnémet) |
| 1974. július 3. 19:30 | Neeskens 50' Cruijff 65' | (0 – 0) (Jegyzőkönyv) | Luís Pereira 84′ | Westfalenstadion, Dortmund Nézőszám: 52 500 Játékvezető: Tschenscher (nyugatnémet) |

#### B csoport
| Csapat        | M | Gy | D | V | Rg | Kg | Gk | P |
| ------------- | - | -- | - | - | -- | -- | -- | - |
| NSZK          | 3 | 3  | 0 | 0 | 7  | 2  | +5 | 6 |
| Lengyelország | 3 | 2  | 0 | 1 | 3  | 2  | +1 | 4 |
| Svédország    | 3 | 1  | 0 | 2 | 4  | 6  | –2 | 2 |
| Jugoszlávia   | 3 | 0  | 0 | 3 | 2  | 6  | –4 | 0 |

| 1974. június 26. 16:00 | Jugoszlávia | 0 – 2                 | NSZK                    | Rheinstadion, Düsseldorf Nézőszám: 66 085 Játékvezető: Marques (brazil) |
| 1974. június 26. 16:00 |             | (0 – 1) (Jegyzőkönyv) | Breitner 39' Müller 82' | Rheinstadion, Düsseldorf Nézőszám: 66 085 Játékvezető: Marques (brazil) |

| 1974. június 26. 19:30 | Svédország | 0 – 1                 | Lengyelország | Neckarstadion, Stuttgart Nézőszám: 43 755 Játékvezető: Barreto (uruguayi) |
| 1974. június 26. 19:30 |            | (0 – 1) (Jegyzőkönyv) | Lato 43'      | Neckarstadion, Stuttgart Nézőszám: 43 755 Játékvezető: Barreto (uruguayi) |

| 1974. június 30. 16:00 | Lengyelország                 | 2 – 1                 | Jugoszlávia | Waldstadion, Frankfurt Nézőszám: 55 000 Játékvezető: Glöckner (keletnémet) |
| 1974. június 30. 16:00 | Deyna 24' (11-esből) Lato 62' | (1 – 1) (Jegyzőkönyv) | Karasi 43'  | Waldstadion, Frankfurt Nézőszám: 55 000 Játékvezető: Glöckner (keletnémet) |

| 1974. június 30. 19:30 | NSZK                                                       | 4 – 2                 | Svédország               | Rheinstadion, Düsseldorf Nézőszám: 66 500 Játékvezető: Pavel Kazakov (szovjet) |
| 1974. június 30. 19:30 | Overath 51' Bonhof 52' Grabowski 76' Hoeneß 89' (11-esből) | (0 – 1) (Jegyzőkönyv) | Edström 24' Sandberg 53' | Rheinstadion, Düsseldorf Nézőszám: 66 500 Játékvezető: Pavel Kazakov (szovjet) |

| 1974. július 3. 16:30 | Lengyelország | 0 – 1                 | NSZK       | Waldstadion, Frankfurt Nézőszám: 59 000 Játékvezető: Linemayr (osztrák) |
| 1974. július 3. 16:30 |               | (0 – 0) (Jegyzőkönyv) | Müller 76' | Waldstadion, Frankfurt Nézőszám: 59 000 Játékvezető: Linemayr (osztrák) |

| 1974. július 3. 19:30 | Svédország                  | 2 – 1                 | Jugoszlávia | Rheinstadion, Düsseldorf Nézőszám: 40 000 Játékvezető: Pestarino (argentin) |
| 1974. július 3. 19:30 | Edström 29' Torstensson 85' | (1 – 1) (Jegyzőkönyv) | Šurjak 27'  | Rheinstadion, Düsseldorf Nézőszám: 40 000 Játékvezető: Pestarino (argentin) |

## Egyenes kieséses szakasz

### 3. helyért
| 1974. július 6. 16:00 | Brazília | 0 – 1                 | Lengyelország | Olimpiai Stadion, München Nézőszám: 74 100 Játékvezető: Angonese (olasz) |
| 1974. július 6. 16:00 |          | (0 – 0) (Jegyzőkönyv) | Lato 76'      | Olimpiai Stadion, München Nézőszám: 74 100 Játékvezető: Angonese (olasz) |

### Döntő
| 1974. július 7. 16:00 | Hollandia              | 1 – 2                 | NSZK                               | Olimpiai Stadion, München Nézőszám: 75 200 Játékvezető: Taylor (angol) |
| 1974. július 7. 16:00 | Neeskens 2' (11-esből) | (1 – 2) (Jegyzőkönyv) | Breitner 25' (11-esből) Müller 43' | Olimpiai Stadion, München Nézőszám: 75 200 Játékvezető: Taylor (angol) |

## Díjak
| Az 1974-es labdarúgó-világbajnokság győztese |
| -------------------------------------------- |
| · NSZK · 2. cím                              |

## Gólszerzők
| 7 gólos - Grzegorz Lato 5 gólos - Johan Neeskens - Andrzej Szarmach 4 gólos - Gerd Müller - Johnny Rep - Ralf Edström 3 gólos - René Houseman - Rivellino - Paul Breitner - Johan Cruijff - Kazimierz Deyna - Dušan Bajević | 2 gólos - Héctor Yazalde - Jairzinho - Joachim Streich - Wolfgang Overath - Emmanuel Sanon - Joe Jordan - Roland Sandberg - Stanislav Karasi - Ivica Šurjak 1 gólos - Rubén Ayala - Carlos Babington - Miguel Ángel Brindisi - Ramón Heredia - Valdomiro - Hriszto Bonev - Sergio Ahumada - Martin Hoffmann - Jürgen Sparwasser - Rainer Bonhof - Bernhard Cullmann - Jürgen Grabowski - Uli Hoeneß | - Pietro Anastasi - Romeo Benetti - Fabio Capello - Gianni Rivera - Theo de Jong - Ruud Krol - Rob Rensenbrink - Jerzy Gorgoń - Peter Lorimer - Conny Torstensson - Ricardo Pavoni - Vladislav Bogićević - Dragan Džajić - Josip Katalinski - Branko Oblak - Ilija Petković Öngól - Roberto Perfumo (Olaszország ellen) - Colin Curran (Kelet-Németország ellen) - Ruud Krol (Bulgária ellen) |

## Végeredmény
Az első négy helyezett utáni sorrend nem tekinthető hivatalosnak, mivel ezekért a helyekért nem játszottak mérkőzéseket. Ezért e helyezések meghatározása a következők szerint történt:
1. több szerzett pont,
2. jobb gólkülönbség,
3. több szerzett gól,
4. nemzetnév.

A hazai csapat eltérő háttérszínnel kiemelve.

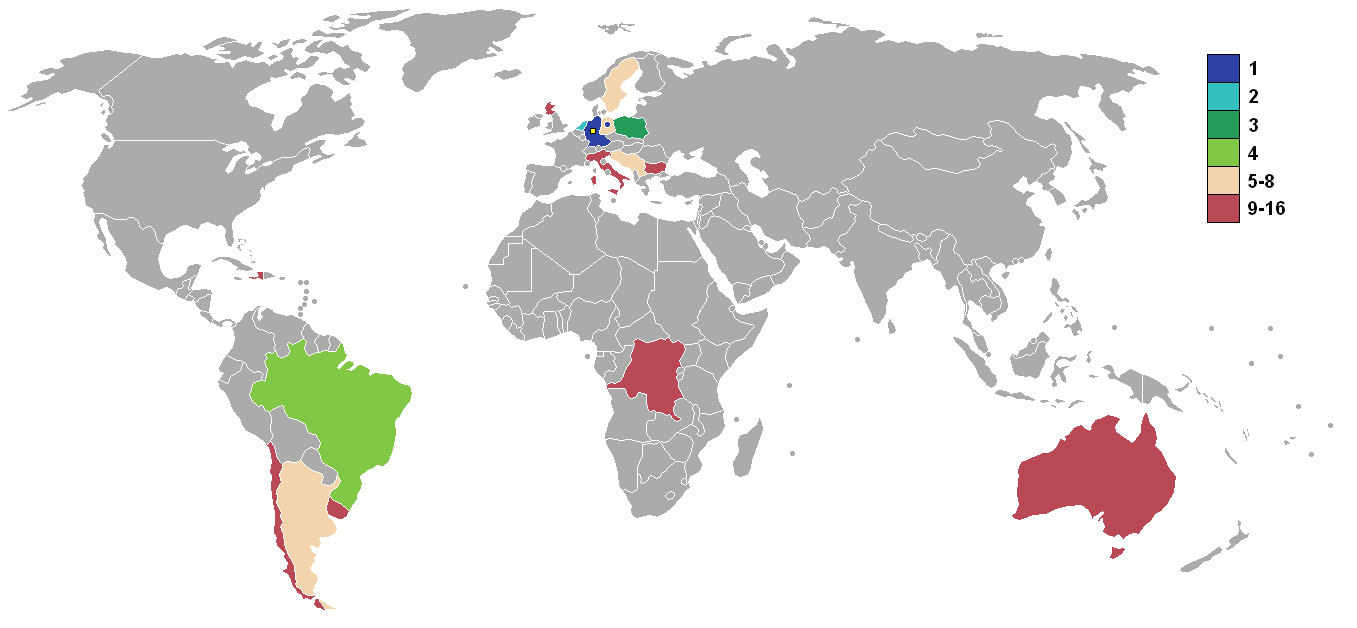
Az 1974-es labdarúgó-világbajnokságon részt vevő országok helyezései

| Helyezés | Nemzet        | M | Gy | D | V | G+ | G– | Gk  | P  |
| -------- | ------------- | - | -- | - | - | -- | -- | --- | -- |
| Arany    | NSZK          | 7 | 6  | 0 | 1 | 13 | 4  | +9  | 12 |
| Ezüst    | Hollandia     | 7 | 5  | 1 | 1 | 15 | 3  | +12 | 11 |
| Bronz    | Lengyelország | 7 | 6  | 0 | 1 | 16 | 5  | +11 | 12 |
| 4.       | Brazília      | 7 | 3  | 2 | 2 | 6  | 4  | +2  | 8  |
|          |               |   |    |   |   |    |    |     |    |
| 5.       | Svédország    | 6 | 2  | 2 | 2 | 7  | 6  | +1  | 6  |
| 6.       | NDK           | 6 | 2  | 2 | 2 | 5  | 5  | 0   | 6  |
| 7.       | Jugoszlávia   | 6 | 1  | 2 | 3 | 12 | 7  | +5  | 4  |
| 8.       | Argentína     | 6 | 1  | 2 | 3 | 9  | 12 | –3  | 4  |
|          |               |   |    |   |   |    |    |     |    |
| 9.       | Skócia        | 3 | 1  | 2 | 0 | 3  | 1  | +2  | 4  |
| 10.      | Olaszország   | 3 | 1  | 1 | 1 | 5  | 4  | +1  | 3  |
| 11.      | Chile         | 3 | 0  | 2 | 1 | 1  | 2  | –1  | 2  |
| 12.      | Bulgária      | 3 | 0  | 2 | 1 | 2  | 5  | –3  | 2  |
| 13.      | Uruguay       | 3 | 0  | 1 | 2 | 1  | 6  | –5  | 1  |
| 14.      | Ausztrália    | 3 | 0  | 1 | 2 | 0  | 5  | –5  | 1  |
| 15.      | Haiti         | 3 | 0  | 0 | 3 | 2  | 14 | –12 | 0  |
| 16.      | Zaire         | 3 | 0  | 0 | 3 | 0  | 14 | –14 | 0  |